# Gyaros
Gyaros (řecky Γυάρος) je neobydlený ostrov v řeckém souostroví Kyklady, který má rozlohu 23 km². Administrativně náleží k obci Syros-Ermupoli v kraji Jižní Egeis. Ostrov je vyprahlý a porostlý křovinami, nejvyšší vrchol Profitis Ilias má nadmořskou výšku 490 metrů. V okolním moři žije početná populace tuleně středomořského.

## Historie
Publius Vergilius Maro se o ostrově zmiňuje ve svém eposu Aeneis. Na toto odlehlé a nehostinné místo byli už v antice posíláni do vyhnanství političtí provinilci, jako byl např. filozof Gaius Musonius Rufus. V letech 1948 až 1974 zde byl zřízen koncentrační tábor pro odpůrce režimu, kterým prošlo okolo 22 000 osob a mnoho z nich tvrdým podmínkám podlehlo. Po zrušení tábora se ostrov vylidnil a vězeňské baráky zpustly.